# سيباستيان دوبيه
سيباستيان دوبيه هو موسيقي كندي، ولد في 3 سبتمبر 1966 في كيبك في كندا.

## وصلات خارجية
- سيباستيان دوبيه على موقع ميوزك برينز (الإنجليزية)